# NGC 7456
NGC 7456 (другие обозначения — PGC 70304, ESO 346-26, MCG -7-47-11, IRAS22594-3950) — спиральная галактика (Sc) в созвездии Журавль.
Этот объект входит в число перечисленных в оригинальной редакции «Нового общего каталога».